# Свети Дионисий (параклис в Литохоро)
„Свети Дионисий Олимпийски“ (на гръцки: Aγίου Διονυσίου) е православен параклис в Литохоро, Егейска Македония, Гърция, част от Китроската, Катеринска и Платамонска епархия. Със запазените си оригинални стенописи и икони от XVIII век параклисът е обявен за паметник на културата.

## Местоположение
Параклисът е пристроен в югоизточния край на църквата „Свети Димитър“.

## История
Издигнат е в 1762 година, две години след второто възстановяване на църквата. Параклисът оцелява непокътнат от голямата катастрофа от 1878 година, когато останалата част на църквата е изгорена при потушаването на Литохорското въстание.
В 1996 година параклисът заедно с църквата е обявен за защитен паметник на културата.

## Архитектура
В архитектурно отношение параклисът е едностайна пристройка. Входът е през ниска врата на запад и корпусът му е интегриран с храма. Освен сведенията от ктиторския надпис за времето на основаването му през 1762 година, не ни са известни други исторически данн.
Всичките повърхности на храма са изписани със стенописи от времето на изграждането му. Иконографската програма е ограничена главно до житието на Свети Дионисий Олимпийски. На фасадата на параклиса и над ктиторския надпис в ниша е изобразен Свети Дионисий с Христос. От двете страни на входа и в голям мащаб са изобразени в цял ръст архангелите Гавриил и Михаил, а на северната колона на вратата е Разпятие и Страстите. Стенописната украса във вътрешността са разделена на три зони. В долната зона волтара, освен декоративния мотив, който заобикаля параклиса, е изобразен Йона, излизащ от кита. Във втората зона са Света Богородица Ширшая небес в централната ниша, Христос в гроба в протезиса, светци и отци на Църквата в цял ръст, както и мъченичеството на светци. В горната зона се развива сцената на Христос като Лозата и още някои мъченически подвига по страничните стени. Втората зона на църквата също е украсена със светци в цял ръст, докато в горната, започвайки от южната стена по посока на часовниковата стрелка, се разказват епизоди от житието на Свети Дионисий Олимпийски.
Ктиторският надпис е на отвън над входа на параклиса. Запазен е непокътнат и е поддържан в добро състояние. Носи датата 1762 година. Ктиторският надпис не споменава зографа на стенописите, но споменава Хаджи Михаил, Николаос Рейзис и „други корабособственици“. Забележителни са макетите на кораби, гравирани на външната стена на параклиса.
| „ | ΕΚΤΙΣΘΗ Ο ΘΕΙΟΣ ΟΥΤΟΣ ΚΑΙ ΙΕΡΟΣ ΝΑΟΣ ΤΟΥ ΟΣΙΟΥ ΚΑΙ ΘΕ/ΟΦΟΡΟΥ ΠΑΤΡΟΣ ΗΜΩΝ ΔΙΟΝΥΣΙΟΥ˙ ΔΙΑ ΔΑΠΑΝΗΣ/ ΤΟΥ ΚΥΡ ΧΑΤΖΗ ΜΙΧΑΗΛ ΚΑΙ ΚΥΡ ΝΙΚΟΛΑΟΥ ΡΙΥΖΗ ΚΑΙ/ ΤΟΝ ΛΙΠΩΝ ΚΑΡΑΒΟΚΥΡΕΩΝ ΤΩΝ ΕΚ ΤΗΣ ΚΩΜΗΣ ΤΑΥ ΤΗΣ/ ΕΝ ΕΤΗ Α Ψ Ξ Β 1762. Изгради се Божествения този и Свети храм на преподобния и Богоносец отец наш Дионисий с помощта на господин Хаджи Михаил и господин Николаос Ризис и на останалите корабовладелци от това село в годината1762 | “ |

Йоанис Цюрис смята, че стенописите наподобяват тези на известния зограф поп Теодор. На базата на анализ на ктиторския надпис обаче, Николета Трупку отхвърля тази хипотеза.